# ゲッレールト山

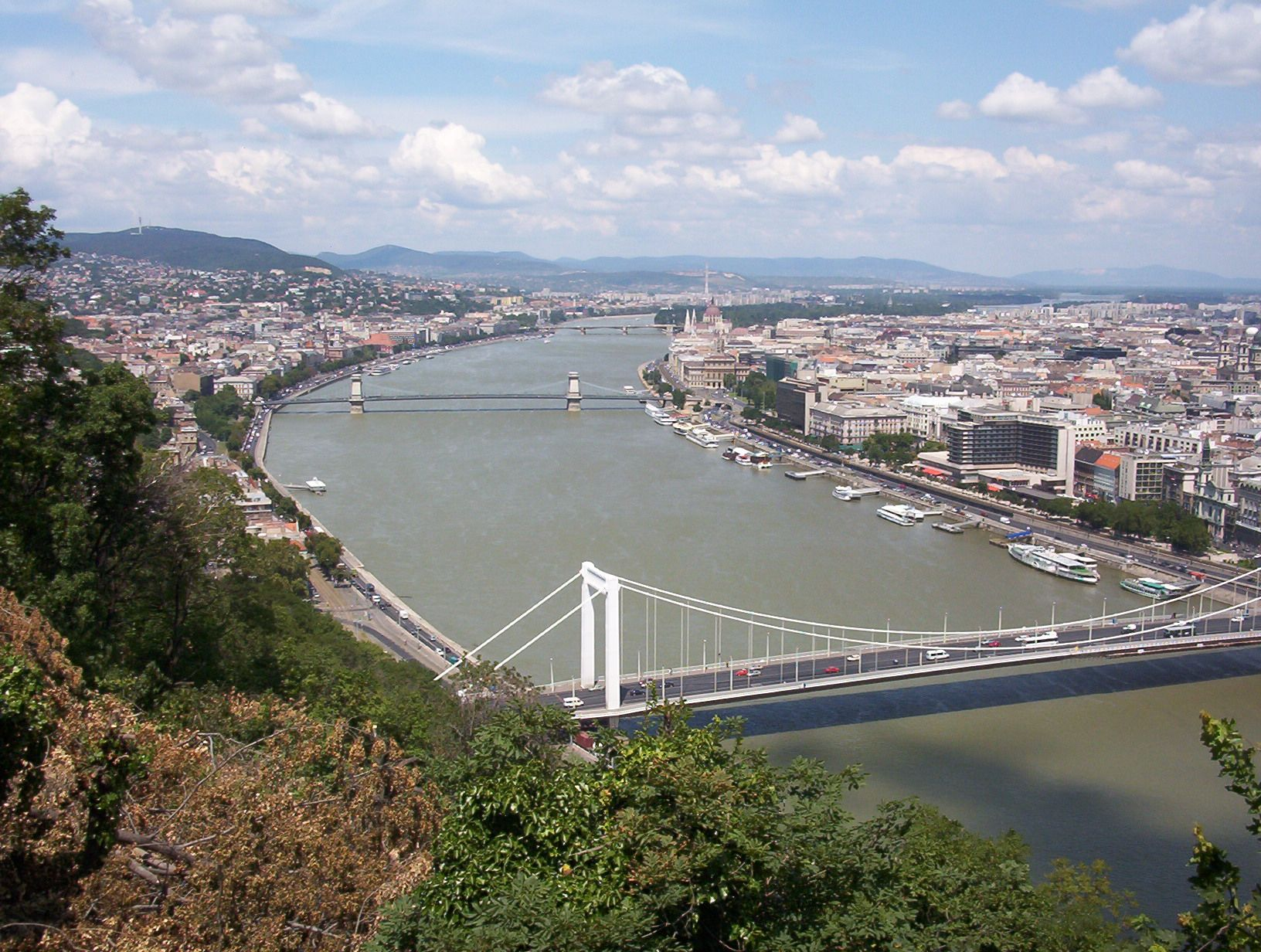
ゲッレールト山

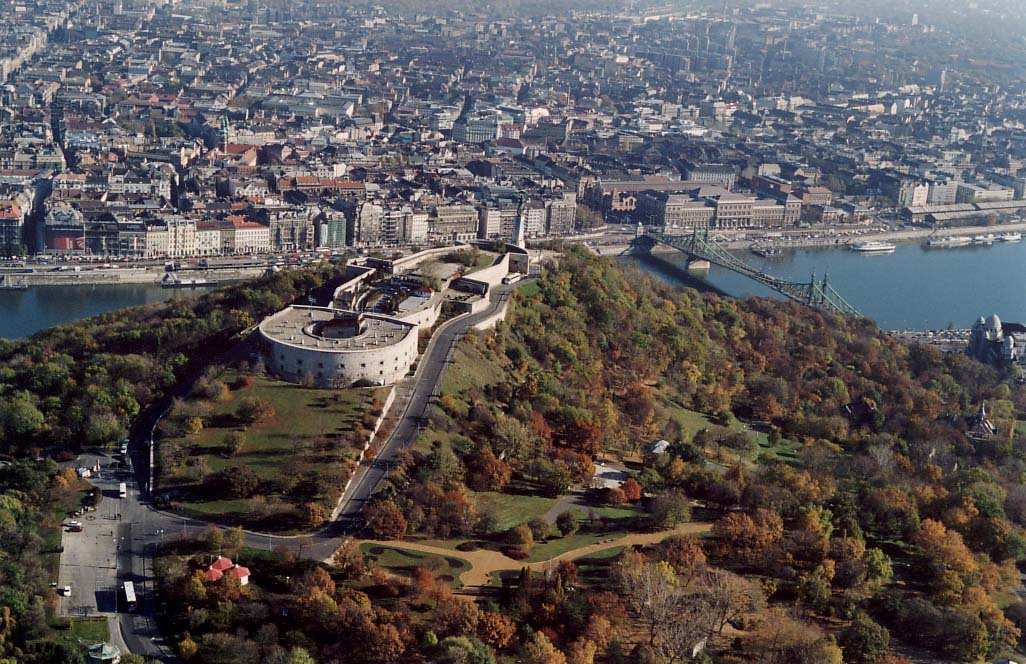
山の頂上にあるツィタデッラ

ゲッレールト山（ハンガリー語: Gellért-hegy [ˈɡɛlːle̝rtheɟ]、ドイツ語: Blocksberg、ラテン語: Mons Sancti Gerhardi、トルコ語: Gürz Elyas bayiri）とはハンガリーブダペスト11区にあるドナウ川を臨む標高235 mの高さを有す“山”である。また、山の麓にあり、隣に自由橋を有するゲッレールト広場にはホテル・ゲッレールトやゲッレールト温泉などの有名な施設が見られる。 また、山はゲッレールト山洞窟が存在し、ホテル・ゲッレールト及びドナウ川に対面している。
一般的にはゲッレールト山として知られているが、1847年のブダ市議会でこの山はケレン岳 (Kelen-bérc [ˈkɛlɛnbe̝ːrt͡s] ケレン・ベールツ) と命名されており、法令上はこれが正式な名称である。
ハンガリー語ではゲッレールト・ヘジ (Gellért-hegy) と書くが、実際の発音はゲッレルト・ヘジ [ˈɡɛlːle̝rtheɟ] である。なお、ハンガリー語の名称は hegy [ˈheɟ]「山」であるが、標高が低いということで英語の観光パンフレット等では Gellért Hill 等と訳されてしまうことが多く、日本の観光ガイド等も英語から訳されるものが多いために、日本では「ゲッレールトの丘」という誤訳も散見される。（ハンガリー語では domb [ˈdomːb] が「丘」、halom [ˈhɒlom] が「台」。）
山の頂上にはツィタデッラがあり、ドナウ川の上流下流ともに見渡す事が出来る。ドナウ川沿い、ゲッレールト山の北側には王宮のある城山 (Várhegy [ˈvɑ̈ːrheɟ]) がある。（「城山」も英語の観光案内からの訳で「王宮の丘」と誤訳される場合が多い。）ドナウ川に面した中腹には十字架を右手に高く掲げた聖ゲッレールト像 (Szent Gellért-szobor [ˈsɛnːtɡɛlːle̝rt.ˌsobor]) が建っている。

## 名称
この地に関する初めて記録された名前は中世のケレン・ヘジ（Kelen-hegy）「ケレン山」、ペシュティ・ヘジ（Pesti-hegy）「ペシュト山（竈山、かまど山）」、ペシュティ・エレグ・ヘジ（Pesti-Öreg hegy）「ペシュト老山」、ブロックスベルグ（Blocksberg）等がある。
ゲッレールト山がある11区はケレンフェルド (Kelenföld [ˈkɛlɛnføld])「ケレンの庄」とも呼ばれている。一説では895年にハンガリー人がカルパチア盆地に征服定住した時にケレン (Kelen [ˈkɛlɛn]) 族長達がここでドナウ川を渡河したのでこの山がケレン山と名付けられ、この地域がケレンフェルドと名付けられたともされている。また、ペシュト山（かまど山）と名付けられたのは、この山の中の洞窟に因んでいるとも言われている。その結果、ドナウ川を挟んだ対岸の町がペシュトと呼ばれるようになったとも考えられている。
15世紀になるとこの地で異教徒によって樽の中に押し込められ、山の上から転がされて1046年に没したロンバルディア出身の司教、ジェラルド・サグレード (Gerardo Sagredo) のハンガリー語名のゲッレールトを冠してセント・ゲッレールト・ヘジェ（Szent Gellért hegye、聖ゲッレールトの山）と呼ばれるようになった。
かつての名前の一つ、ペシュティ・ヘジ（ラテン語: Mons Pestiensis）は、裾にある大きな洞窟、今のゲッレールト山洞窟を意味している。この単語はスラヴ語に源を発している。
オスマン・トルコはこの山をギュルツ・エルヤス・バイリ（Gürz Elyas bayiri）と呼んだ。 ギュルツ・エルヤスはベクタシュ教団の聖職者で、彼の神殿及び墓が置かれており、17世紀には巡礼地となっていた。

## 歴史

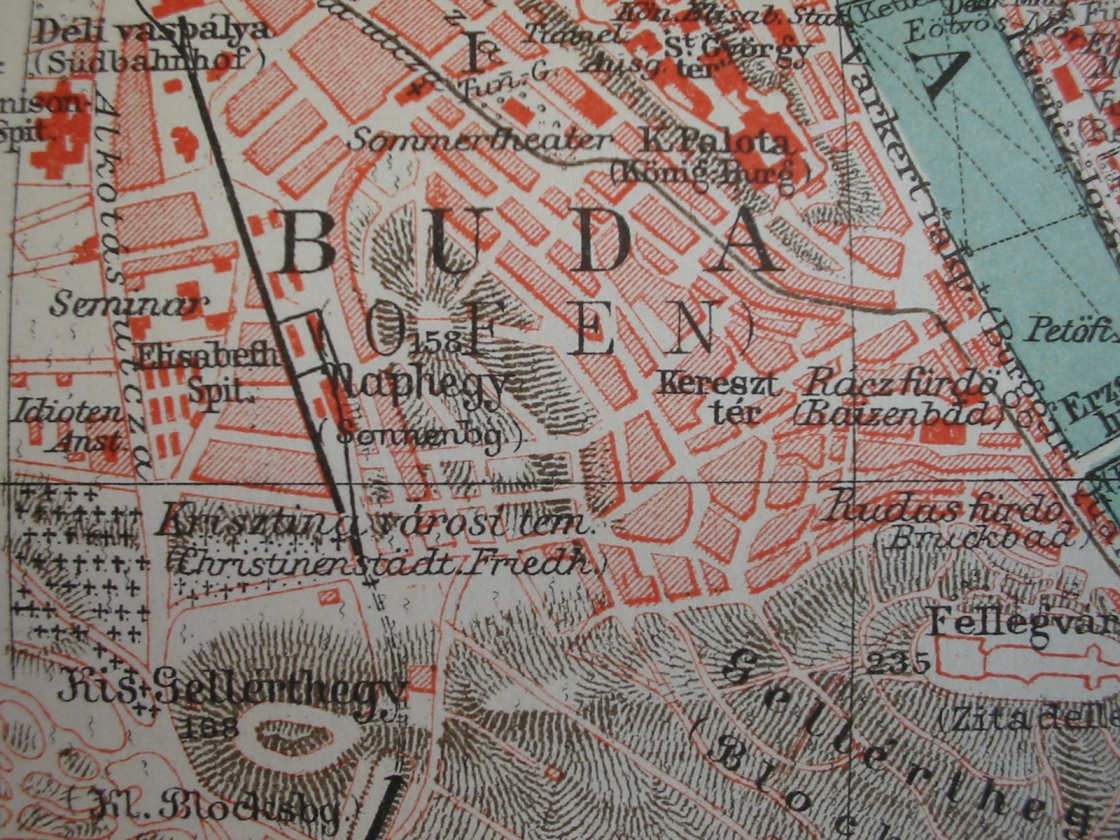
1905年当時のゲッレールト山周辺

18世紀、ゲッレールト山の中腹はブドウ園であった。と言うのも山の麓にあるタバーン地区がブダに於けるワイン作りの中枢だったのである。1789年の土地台帳によると、128haがブドウ園として用いられている（当時、牧草地は7.62haのみ）。
同じ18世紀にはゲッレールト山カルバリーが山の頂上に建設され、1820年に再建されている。そして、復活祭の月曜日にはイエス・キリストの復活を祝って、山の麓からの急な坂道を人々が上ってきた。その時には多くのテントや屋台が近くの草原に建てられたと言う。また、19世紀にかけては、エンマウシュヤーラーシュ（emmausjárás）及びトヤーシュブーチュー（tojásbúcsú）の二つの日が教会にとって重要な祭日であったとされる。
ツィタデッラは1848年から翌1849年にかけてオーストリア＝ハンガリー二重君主国、つまりハプスブルク家の治世の下で作られ、ブダ、ペシュト双方の叛乱監視拠点として機能した。
ゲッレールト山は第二次世界大戦やハンガリー動乱でも使われた地点であり、後者ではソビエト連邦がこの山から砲火している。その証拠として、町中の建物には未だに戦争の跡が痘痕のように残っている。また、ツィタデッラの地下には軍事博物館が現代に於いてもこの地が戦場と化した事から設置されている他、その近くにはソビエト連邦赤軍によって建設させられた自由の像が残っている。

## 今日
現在ではゲッレールト山は富裕層の居住域となっており、大使館員等の居住域ともなっている。また、ハンガリーの最高学府国立エトヴェシュ・ロラーンド大学文学部のエリーと学生寮エトヴェシュ・ヨージェフ学寮（エトヴェシュ学寮）(Eötvös József Collegium) や外国人留学生がハンガリー語を1年間学ぶ国立バラッシ学院 (Balassi Intézet)、ブダ天文台 (Budai Csillagvizsgáló) 等も設置されている。1987年からこの地域は世界遺産にブダペストのドナウ河岸とブダ城地区およびアンドラーシ通りのドナウ河岸の一部として登録されている。ただし、現在でも山の大部分は公園であり、コウモリやハリネズミ等を夏の夜には見る事が出来る。
2007年1月、ゲッレールト山の下に新たな洞窟が家の建設途中に発見された。この洞窟は60mの長さを有し、深さは18m、3つの部屋になっており、裝飾は石膏、方解石、アラレ石を含む白い水晶で施されていた。この洞窟は30万年〜50万年前の今は枯れてしまった泉によって作られた物と見られている。この水晶の洞窟は直ちに保全対象となった。